# Premi Emmy 2011
La cerimonia della 63ª edizione dei Primetime Emmy Awards (63rd Primetime Emmy Awards) si è tenuta al Nokia Theatre di Hollywood, a Los Angeles, il 18 settembre 2011.
La cerimonia è stata presentata da Jane Lynch, alla sua prima esperienza, ed è stata trasmessa in diretta televisiva dal network Fox.
Tra gli artisti chiamati ad esibirsi e/o ad annunciare i vincitori sono stati presenti Will Arnett, Drew Barrymore, Maria Bello, David Boreanaz, Scott Caan, Don Cheadle, Bryan Cranston, Jon Cryer, Kaley Cuoco, Claire Danes, Zooey Deschanel, Loretta Devine, Jimmy Fallon, Katie Holmes, Annie Ilonzeh, Minka Kelly, Jimmy Kimmel, Ashton Kutcher, Hugh Laurie, Rob Lowe, William H. Macy, Jason O'Mara, Julianna Margulies, Melissa McCarthy, Paul McCrane, Lea Michele, Gwyneth Paltrow, Anna Paquin, Amy Poehler, Ian Somerhalder, David Spade, Rachael Taylor, Anna Torv, Sofía Vergara e Kerry Washington.
Le candidature erano state annunciate il 14 luglio 2011 al Leonard H. Goldenson Theatre di North Hollywood, a Los Angeles, da Melissa McCarthy e Joshua Jackson.

## Primetime Emmy Awards
Boardwalk Empire - L'impero del crimine è stato il programma televisivo ad ottenere più premi, otto, tra le diciotto categorie alle quali era candidata. A trionfare come miglior serie televisiva drammatica è stata per il quarto anno consecutivo Mad Men, che era risultata anche la serie drammatica più nominata, ottenendo una candidatura in più della serie dell'HBO Boardwalk Empire - L'impero del crimine. Tra le serie commedia, invece, è stata Modern Family a risultare sia la più nominata che premiata, ottenendo 5 statuette su 17 candidature. Tra le miniserie e film per la televisione, Downton Abbey ha ottenuto sei premi, uno in più di Mildred Pierce, che era stato in assoluto il programma ad ottenere più nomination, collezionando ventuno candidature.
Per quanto riguarda le reti televisive, l'emittente a ricevere più premi grazie ai propri programmi trasmessi è stata la HBO, con diciannove premi complessivi su 104 candidature, che l'avevano già designata come rete più nominata. Tra le reti più premiate anche la PBS, con quattordici premi; la CBS, con undici premi; la FOX, con nove statuette; la ABC con otto premi; e la NBC con sei premi.
Segue l'elenco delle categorie premiate durante la cerimonia del 18 settembre con i rispettivi candidati. I vincitori sono evidenziati in grassetto in cima all'elenco di ciascuna categoria.

### Programmi televisivi

#### Miglior serie tv drammatica
- Mad Men
- Boardwalk Empire - L'impero del crimine (Boardwalk Empire)
- Dexter
- Friday Night Lights
- Il Trono di Spade
- The Good Wife

#### Miglior serie tv commedia
- Modern Family
- The Big Bang Theory
- Glee
- The Office
- Parks and Recreation
- 30 Rock

#### Miglior miniserie o film tv
- Downton Abbey
- Cinema Verite
- The Kennedys
- Mildred Pierce
- I pilastri della Terra (The Pillars of the Earth)
- Too Big to Fail - Il crollo dei giganti (Too Big to Fail)

#### Miglior reality competitivo
- The Amazing Race
- American Idol
- Dancing with the Stars
- Project Runway
- So You Think You Can Dance
- Top Chef

#### Miglior programma varietà, musicale o comico
- The Daily Show with Jon Stewart
- The Colbert Report
- Conan
- Late Night with Jimmy Fallon
- Real Time with Bill Maher
- Saturday Night Live

### Recitazione

#### Miglior attore in una serie tv drammatica

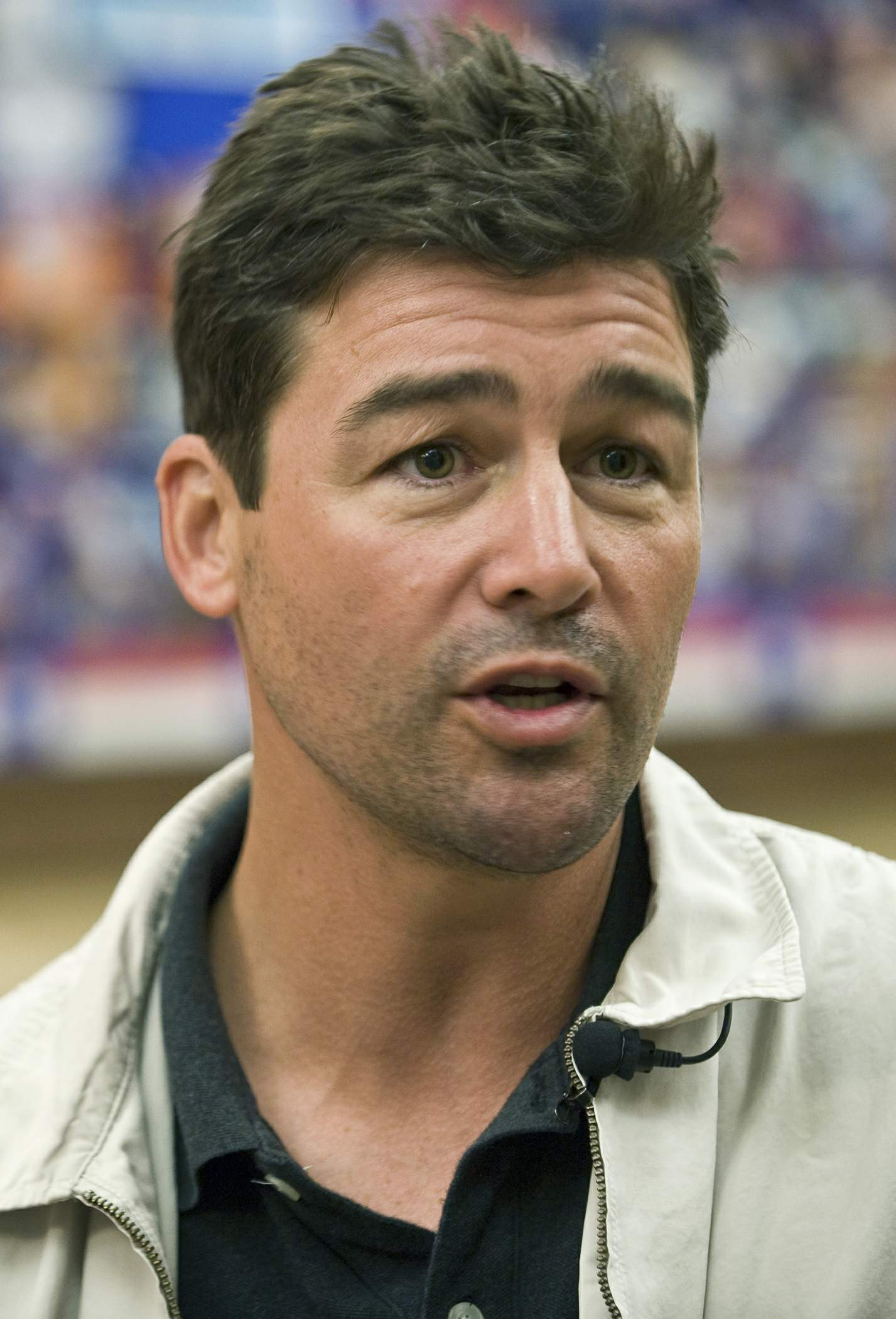
Kyle Chandler, miglior attore in una serie drammatica

- Kyle Chandler, per aver interpretato Eric Taylor in Friday Night Lights
- Steve Buscemi, per aver interpretato Nucky Thompson in Boardwalk Empire - L'impero del crimine
- Michael C. Hall, per aver interpretato Dexter Morgan in Dexter
- Jon Hamm, per aver interpretato Don Draper in Mad Men
- Hugh Laurie, per aver interpretato Gregory House in Dr. House - Medical Division (House)
- Timothy Olyphant, per aver interpretato Raylan Givens in Justified

#### Miglior attrice in una serie tv drammatica
- Julianna Margulies, per aver interpretato Alicia Florrick in The Good Wife
- Kathy Bates, per aver interpretato Harriet "Harry" Korn in Harry's Law
- Connie Britton, per aver interpretato Tami Taylor in Friday Night Lights
- Mireille Enos, per aver interpretato Sarah Linden in The Killing
- Mariska Hargitay, per aver interpretato Olivia Benson in Law & Order - Unità vittime speciali (Law & Order: Special Victims Unit)
- Elisabeth Moss, per aver interpretato Peggy Olson in Mad Men

#### Miglior attore in una serie tv commedia

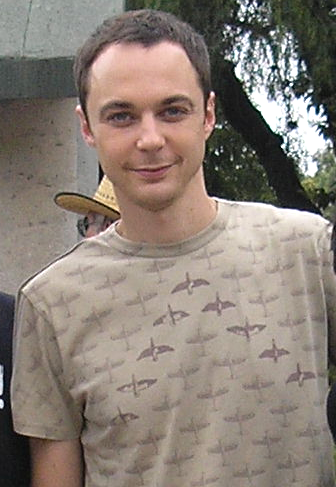
Jim Parsons, miglior attore in una serie commedia

- Jim Parsons, per aver interpretato Sheldon Cooper in The Big Bang Theory
- Alec Baldwin, per aver interpretato Jack Donaghy in 30 Rock
- Steve Carell, per aver interpretato Michael Scott in The Office
- Louis C.K., per aver interpretato Louie in Louie
- Johnny Galecki, per aver interpretato Leonard Hofstadter in The Big Bang Theory
- Matt LeBlanc, per aver interpretato Matt LeBlanc in Episodes

#### Miglior attrice in una serie tv commedia
- Melissa McCarthy, per aver interpretato Molly Flynn in Mike & Molly
- Edie Falco, per aver interpretato Jackie Peyton in Nurse Jackie - Terapia d'urto (Nurse Jackie)
- Tina Fey, per aver interpretato Liz Lemon in 30 Rock
- Laura Linney, per aver interpretato Cathy Jamison in The Big C
- Martha Plimpton, per aver interpretato Virginia Chance in Aiutami Hope! (Raising Hope)
- Amy Poehler, per aver interpretato Leslie Knope in Parks and Recreation

#### Miglior attore in una miniserie o film tv
- Barry Pepper, per aver interpretato Bobby Kennedy in The Kennedys
- Idris Elba, per aver interpretato John Luther in Luther
- Laurence Fishburne, per aver interpretato Thurgood Marshall in Thurgood
- William Hurt, per aver interpretato Henry "Hank" Paulson in Too Big to Fail - Il crollo dei giganti (Too Big to Fail)
- Greg Kinnear, per aver interpretato John Fitzgerald Kennedy in The Kennedys
- Édgar Ramírez, per aver interpretato Carlos in Carlos

#### Miglior attrice in una miniserie o film tv

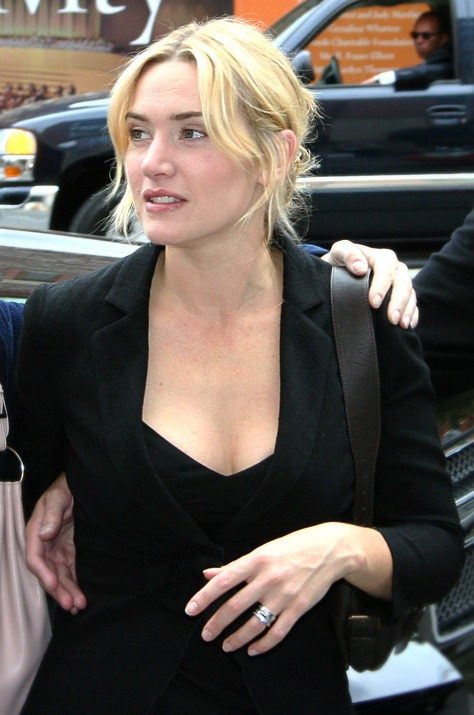
Kate Winslet, miglior attrice in una miniserie o film tv

- Kate Winslet, per aver interpretato Mildred Pierce in Mildred Pierce
- Taraji P. Henson, per aver interpretato Tiffany Rubin in Taken From Me: The Tiffany Rubin Story
- Diane Lane, per aver interpretato Patricia Loud in Cinema Verite
- Jean Marsh, per aver interpretato Rose Buck in Upstairs Downstairs
- Elizabeth McGovern, per aver interpretato Cora in Downton Abbey

#### Miglior attore non protagonista in una serie tv drammatica
- Peter Dinklage, per aver interpretato Tyrion Lannister in Il Trono di Spade
- Andre Braugher, per aver interpretato Owen in Men of a Certain Age
- Josh Charles, per aver interpretato Will Gardner in The Good Wife
- Alan Cumming, per aver interpretato Eli Gold in The Good Wife
- Walton Goggins, per aver interpretato Boyd Crowder in Justified
- John Slattery, per aver interpretato Roger Sterling in Mad Men

#### Miglior attrice non protagonista in una serie tv drammatica
- Margo Martindale, per aver interpretato Mags Bennett in Justified
- Christine Baranski, per aver interpretato Diane Lockhart in The Good Wife
- Michelle Forbes, per aver interpretato Mitch Larsen in The Killing
- Christina Hendricks, per aver interpretato Joan Harris in Mad Men
- Kelly Macdonald, per aver interpretato Margaret Schroeder in Boardwalk Empire - L'impero del crimine
- Archie Panjabi, per aver interpretato Kalinda Sharma in The Good Wife

#### Miglior attore non protagonista in una serie tv commedia

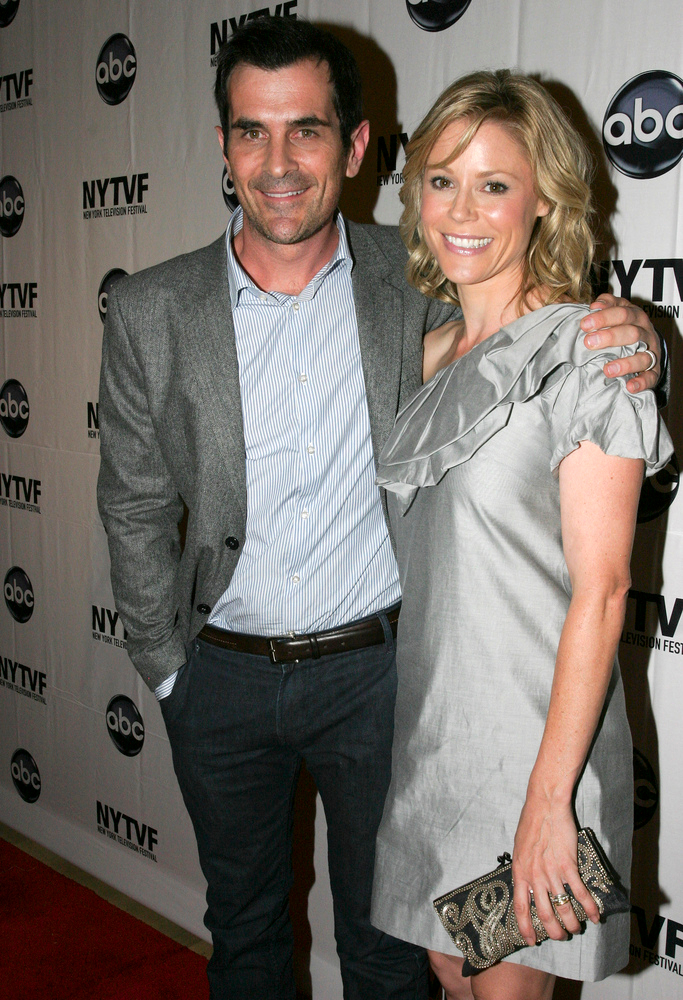
Ty Burrell e Julie Bowen, migliori attori co-protagonisti in una
serie commedia

- Ty Burrell, per aver interpretato Phil Dunphy in Modern Family
- Chris Colfer, per aver interpretato Kurt Hummel in Glee
- Jon Cryer, per aver interpretato Alan Harper in Due uomini e mezzo (Two and a Half Men)
- Jesse Tyler Ferguson, per aver interpretato Mitchell Pritchett in Modern Family
- Ed O'Neill, per aver interpretato Jay Pritchett in Modern Family
- Eric Stonestreet, per aver interpretato Cameron Tucker in Modern Family

#### Miglior attrice non protagonista in una serie tv commedia
- Julie Bowen, per aver interpretato Claire Dunphy in Modern Family
- Jane Krakowski, per aver interpretato Jenna Maroney in 30 Rock
- Jane Lynch, per aver interpretato Sue Sylvester in Glee
- Sofía Vergara, per aver interpretato Gloria Delgado-Pritchett in Modern Family
- Betty White, per aver interpretato Elka Ostrosky in Hot in Cleveland
- Kristen Wiig, per aver interpretato vari personaggi al Saturday Night Live

#### Miglior attore non protagonista in una miniserie o film tv
- Guy Pearce, per aver interpretato Monty Beragon in Mildred Pierce
- Paul Giamatti, per aver interpretato Ben Bernanke in Too Big to Fail - Il crollo dei giganti (Too Big to Fail)
- Brían F. O'Byrne, per aver interpretato Bert Pierce in Mildred Pierce
- Tom Wilkinson, per aver interpretato Joe Kennedy in The Kennedys
- James Woods, per aver interpretato Richard Fuld in Too Big to Fail - Il crollo dei giganti (Too Big to Fail)

#### Miglior attrice non protagonista in una miniserie o film tv
- Maggie Smith, per aver interpretato Violet in Downton Abbey
- Eileen Atkins, per aver interpretato Maud Holland in Upstairs Downstairs
- Melissa Leo, per aver interpretato Lucy Gessler in Mildred Pierce
- Mare Winningham, per aver interpretato Ida in Mildred Pierce
- Evan Rachel Wood, per aver interpretato Veda Pierce in Mildred Pierce

### Regia

#### Miglior regia per una serie tv drammatica

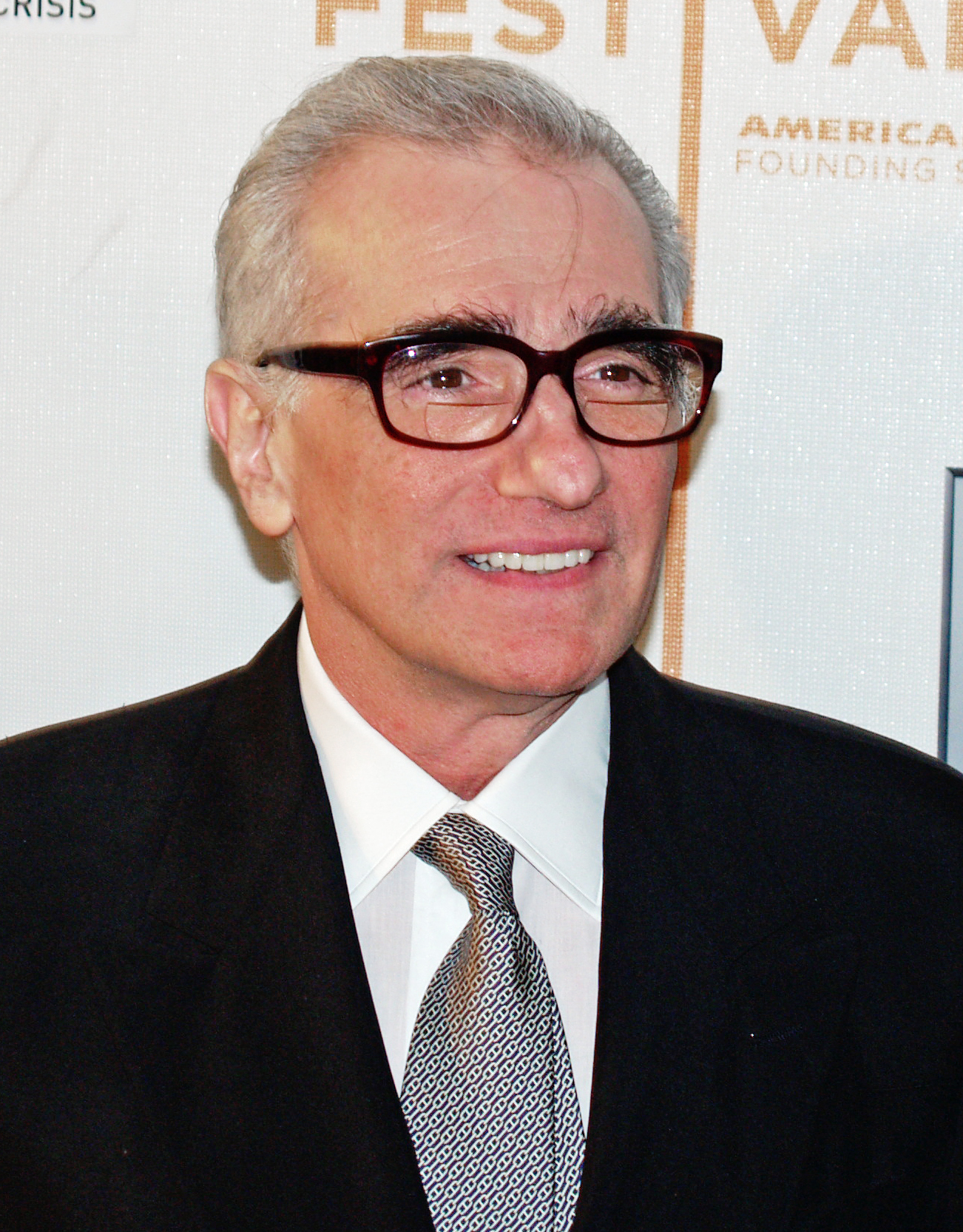
Martin Scorsese, miglior regista per una serie drammatica

- Martin Scorsese, per l'episodio Boardwalk Empire – Boardwalk Empire - L'impero del crimine
- Patty Jenkins, per l'episodio pilota – The Killing
- Neil Jordan, per gli episodi The Poisoned Chalice e The Assassin – I Borgia
- Jeremy Podeswa, per l'episodio Anastasia – Boardwalk Empire - L'impero del crimine
- Tim Van Patten, per l'episodio Winter Is Coming – Il Trono di Spade

#### Miglior regia per una serie tv commedia
- Michael Alan Spiller, per l'episodio Dolcetto o scherzetto? –  Modern Family
- Pamela Fryman, per l'episodio La gara – How I Met Your Mother
- Gail Mancuso, per l'episodio Rischi di quartiere – Modern Family
- Steven Levitan, per l'episodio Il giorno del diploma – Modern Family
- Beth McCarthy-Miller, per l'episodio Live Show – 30 Rock

#### Miglior regia per un film, miniserie o speciale drammatico
- Brian Percival, per la miniserie Downton Abbey
- Olivier Assayas, per la miniserie Carlos
- Shari Springer Berman e Robert Pulcini, per il film tv Cinema Verite
- Curtis Hanson, per il film tv Too Big to Fail - Il crollo dei giganti (Too Big to Fail)
- Todd Haynes, per la miniserie Mildred Pierce

#### Miglior regia per un programma varietà, musicale o comico
- Don Roy King, per Saturday Night Live
- Gregg Gelfand, per American Idol
- James Hoskinson, per The Colbert Report
- Chuck O'Neil, per The Daily Show with Jon Stewart
- Jerry Foley, per Late Show with David Letterman

### Sceneggiatura

#### Miglior sceneggiatura per una serie tv drammatica
- Jason Katims, per l'episodio Always – Friday Night Lights
- Andre Jacquemetton e Maria Jacquemetton, per l'episodio Fumo negli occhi – Mad Men
- David Benioff e D.B. Weiss, per l'episodio Baelor – Il Trono di Spade
- Veena Sud, per l'episodio pilota – The Killing
- Matthew Weiner, per l'episodio Il compleanno – Mad Men

#### Miglior sceneggiatura per una serie tv commedia
- Steven Levitan e Jeffrey Richman, per l'episodio Sorpreesaaa!!! – Modern Family
- David Crane e Jeffrey Klarik, per l'episodio 1x07 – Episodes
- Louis C.K., per l'episodio Poker/Divorce –  Louie
- Greg Daniels, per l'episodio Good-Bye Michael – The Office
- Matt Hubbard, per l'episodio Reaganing – 30 Rock

#### Miglior sceneggiatura per un film, miniserie o speciale drammatico
- Julian Fellowes, per la miniserie Downton Abbey
- Peter Gould, per il film tv Too Big to Fail - Il crollo dei giganti (Too Big to Fail)
- Todd Haynes e Jon Raymond, per la miniserie Mildred Pierce
- Steven Moffat, per il film tv Sherlock: Uno studio in rosa
- Heidi Thomas, per la miniserie Upstairs Downstairs

#### Miglior sceneggiatura per un programma varietà, musicale o comico
- Autori del The Daily Show with Jon Stewart
- Autori del The Colbert Report
- Autori di Conan
- Autori del Late Night with Jimmy Fallon
- Autori del Saturday Night Live